# Kötélhúzás az 1904. évi nyári olimpiai játékokon
Az 1904. évi nyári olimpiai játékokon a kötélhúzásban amerikai csapatok mellett egy görög és egy dél-afrikai csapat mérkőzött, augusztus 30-án és szeptember 1-jén.
Mindhárom érmet amerikai csapat nyerte.

## Éremtáblázat
| Az 1904. évi nyári olimpiai játékok éremtáblázata kötélhúzásban | Az 1904. évi nyári olimpiai játékok éremtáblázata kötélhúzásban | Az 1904. évi nyári olimpiai játékok éremtáblázata kötélhúzásban | Az 1904. évi nyári olimpiai játékok éremtáblázata kötélhúzásban | Az 1904. évi nyári olimpiai játékok éremtáblázata kötélhúzásban | Olimpia  |
| --------------------------------------------------------------- | --------------------------------------------------------------- | --------------------------------------------------------------- | --------------------------------------------------------------- | --------------------------------------------------------------- | -------- |
|                                                                 | Ország                                                          | Arany                                                           | Ezüst                                                           | Bronz                                                           | Összesen |
| 1.                                                              | Egyesült Államok (USA)                                          | 1                                                               | 1                                                               | 1                                                               | 3        |
|                                                                 |                                                                 |                                                                 |                                                                 |                                                                 |          |
| Összesen                                                        | Összesen                                                        | 1                                                               | 1                                                               | 1                                                               | 3        |

## Érmesek
| Az 1904. évi nyári olimpiai játékok éremtáblázata kötélhúzásban                                      | Az 1904. évi nyári olimpiai játékok éremtáblázata kötélhúzásban                                               | Az 1904. évi nyári olimpiai játékok éremtáblázata kötélhúzásban                                                 |
| --- | --- | --- |
| Arany                                                                                                | Ezüst | Bronz |
| Egyesült Államok (USA)                                                                               | Egyesült Államok (USA)                                                                                        | Egyesült Államok (USA)                                                                                          |
| (Milwaukee Athletic Club) Patrick Flanagan Sidney Johnson Conrad Magnusson Oscar Olson Henry Seiling | (Saint Louis Southwest Turnverein No. 1) Max Braun August Rodenberg Charles Rose William Seiling Orrin Upshaw | (Saint Louis Southwest Turnverein No. 2) Oscar Friede Charles Haberkorn Harry Jacobs Frank Kugler Charles Thias |

## A többi csapat tagjai

### USA (New York Athletic Club)
- Charles Chadwick
- Charles Dieges
- Lawrence Feuerbach
- Samuel Jones
- James Mitchel

### Fokföld
- Pieter Hillense
- Pieter Lombard
- Johannes Schutte
- Paulus Visser
- Christopher Walker

### Görögország (Pan-Hellenic Athletic Club)
- Dimítriosz Dimitrakópulosz
- Nikólaosz Jeorgandász
- Anasztásziosz Jeorgópulosz
- Periklísz Kakúszisz
- Vaszíliosz Métalosz

## Résztvevők
- Egyesült Államok (USA) (20)
- Dél-afrikai Unió (RSA) (5)
- Görögország (GRE) (5)